# Gheorghe Stoica (Politiker, 1900)

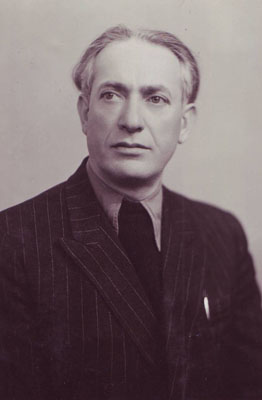
Gheorghe Stoica

Gheorghe Stoica (* 20. Juli 1900 in Dorohoi, Kreis Botoșani; † 10. August 1976) war ein Politiker der Rumänischen Kommunistischen Partei PCR (Partidul Comunist Român), der unter anderem von 1952 bis 1953 Präsident der Großen Nationalversammlung sowie zwischen 1953 und 1956 erster Botschafter in der Deutschen Demokratischen Republik (DDR) war. Zuletzt fungierte er zwischen 1974 und 1976 als Vorsitzender der Zentralen Revisionskommission der PCR.

## Leben

### Arbeiter, Mitglied und Präsident der Großen Nationalversammlung
Gheorghe Stoica war nach dem Schulbesuch als Arbeiter tätig und gehörte 1921 zu den ersten Mitgliedern der neu gegründeten Kommunistischen Partei PCdR (Partidul Comunist din România). Er engagierte sich in der Uniunea Tineretului Comunist (UTC), des kommunistischen Jugendverbandes, und nahm am Spanischen Krieg sowie al Angehöriger der 2. Rumänischen Freiwilligen-Division (Divizia Horea, Cloșca și Crișan) am Zweiten Weltkrieg teil.
Nach Kriegsende war Stoica für den Wahlkreis Tlcea zwischen 1946 und 1948 Mitglied der Abgeordnetenkammer (Adunarea Deputaților). Nach der Gründung der Rumänischen Volksrepublik am 30. Dezember 1947 wurde er 1948 zum Generalmajor (General-maior) ernannt. Er wurde auf dem Sechsten Parteitag der PMR (21. bis 23. Februar 1948) Kandidat des ZK der PMR und hatte diese Funktion bis zum 27. Mai 1952 inne. Zugleich wurde er 1948 erstmals Mitglied der Großen Nationalversammlung (Marea Adunare Națională) und gehörte dieser bis zu seinem Tode am 10. August 1976 an. Während seiner Parlamentszugehörigkeit war er von 1948 bis zum 26. Januar 1954 Vizepräsident der Großen Nationalversammlung.
Am 9. Januar 1949 übernahm er die Funktion als Sekretär der Allgemeinen Konföderation der Arbeiter. Nachdem er 1950 kurzzeitig Vorsitzender des Gewerkschaftsrates der damaligen Hauptstadtregion (Regiunea București) war, fungierte er zwischen 1950 und 1953 als Erster Sekretär des Parteikomitees von Bukarest. Auf dem Plenum des ZK der PMR am 27. Mai 1952 wurde er erstmals Mitglied des ZK der PMR und gehörte diesem Parteigremium bis zum 28. November 1974 an. Im Juni 1952 wurde er als Nachfolger von Gheorghe Apostol Präsident der Großen Nationalversammlung und übte das Amt des Parlamentspräsidenten bis Januar 1953 aus, woraufhin Constantin Pîrvulescu seine Nachfolge antrat.

### Botschafter in DDR und Mitglied des Staatsrates
Am 28. September 1953 wurde er zunächst Leiter der Diplomatischen Vertretung und war im Anschluss vom 28. Oktober 1953 bis zu seiner Ablösung durch Iosif Puvak am 23. Februar 1956 erster außerordentlicher und bevollmächtigter Botschafter in der Deutschen Demokratischen Republik (DDR). Nach seiner Rückkehr wechselte er in die zentrale Parteiverwaltung und war zunächst zwischen dem 23. Februar 1956 und dem 7. Februar 1957 Leiter der ZK-Abteilung für Kader sowie daraufhin einige Monate Leiter der ZK-Abteilung für Konsumgüter, ehe er vom 6. Juli 1957 bis 1965 Leiter der ZK-Abteilung für Verwaltung war. Daneben war er vom 19. März 1957 bis zum 5. März 1961 Mitglied des Präsidiums sowie zugleich zwischen dem 29. Dezember 1957 und dem 5. März 1961 Sekretär des Präsidiums der Großen Nationalversammlung.
Am 21. August 1965 wurde Gheorghe Stoica Mitglied des Staatsrates (Consiliul de Stat al României) und gehörte dem kollektiven Staatspräsidium bis zu seinem Tode an. 1965 war er kurzzeitig Leiter der Generaldirektion für Organe der lokalen Selbstverwaltung beim Ministerrat und wurde am 9. Dezember 1966 Direktor des Staatlichen Komitees für Arbeit und Löhne. Nachdem er zwischen Dezember 1967 und Dezember 1968 Kandidat des Exekutivkomitees des ZK war, gehörte er von Dezember 1968 bis zum 28. November 1974 dem Exekutivkomitee des ZK der PCR als Mitglied an. Er wurde am 1. April 1969 zunächst Stellvertretender Leiter der Abteilung für Löhne im Range eines Vizeministers und daraufhin am 30. Mai 1969 Leiter der Generaldirektion für die Volksräte (Direcției Generale pentru Consiliile Populare). Zuletzt wurde er auf dem Elften Parteitag der PCR (24. bis 27. November 1974) Vorsitzender der Zentralen Revisionskommission der PCR und hatte diese Funktion bis zu seinem Tode am 10. August 1976 inne. Er wurde zudem im November 1968 Mitglied des Exekutivkomitees des Nationalrates der Sozialistischen Einheitsfront FUS (Frontul Unității Socialiste).

### Ehrungen und Auszeichnungen
Für seine langjährigen Verdienste wurde Stoica mehrmals ausgezeichnet und erhielt unter anderem 1949 den Orden der Arbeit Zweiter Klasse (Ordinul Muncii), 1959 den Orden 23. August Erster Klasse (Ordinul 23. August), 1960 den Stern der Volksrepublik Rumänien (Ordinul Steaua Republicii Populare Române), 1962 den Titel Held der sozialistischen Arbeit (Erou al Muncii Socialiste) und die Goldene Medaille „Sichel und Hammer“ (Medalia de aur secera si ciocanul), 1966 den Orden Tudor Vladimirescu Dritter Klasse (Ordinul Tudor Vladimirescu) sowie 1971 den Orden des Sieges des Sozialismus (Ordinul Victoria Socialismului).